# Фасти (село)
Фасти (пол. Fasty), (своя мова: Хвости) [джерело?] — село в Польщі, у гміні Добжинево-Дуже Білостоцького повіту Підляського воєводства.
Населення — 1549 осіб (2011).
У 1975-1998 роках село належало до Білостоцького воєводства.

## Історія
Ймовірно, території були населені русинами ще за часів Київської Русі.

## Галерея

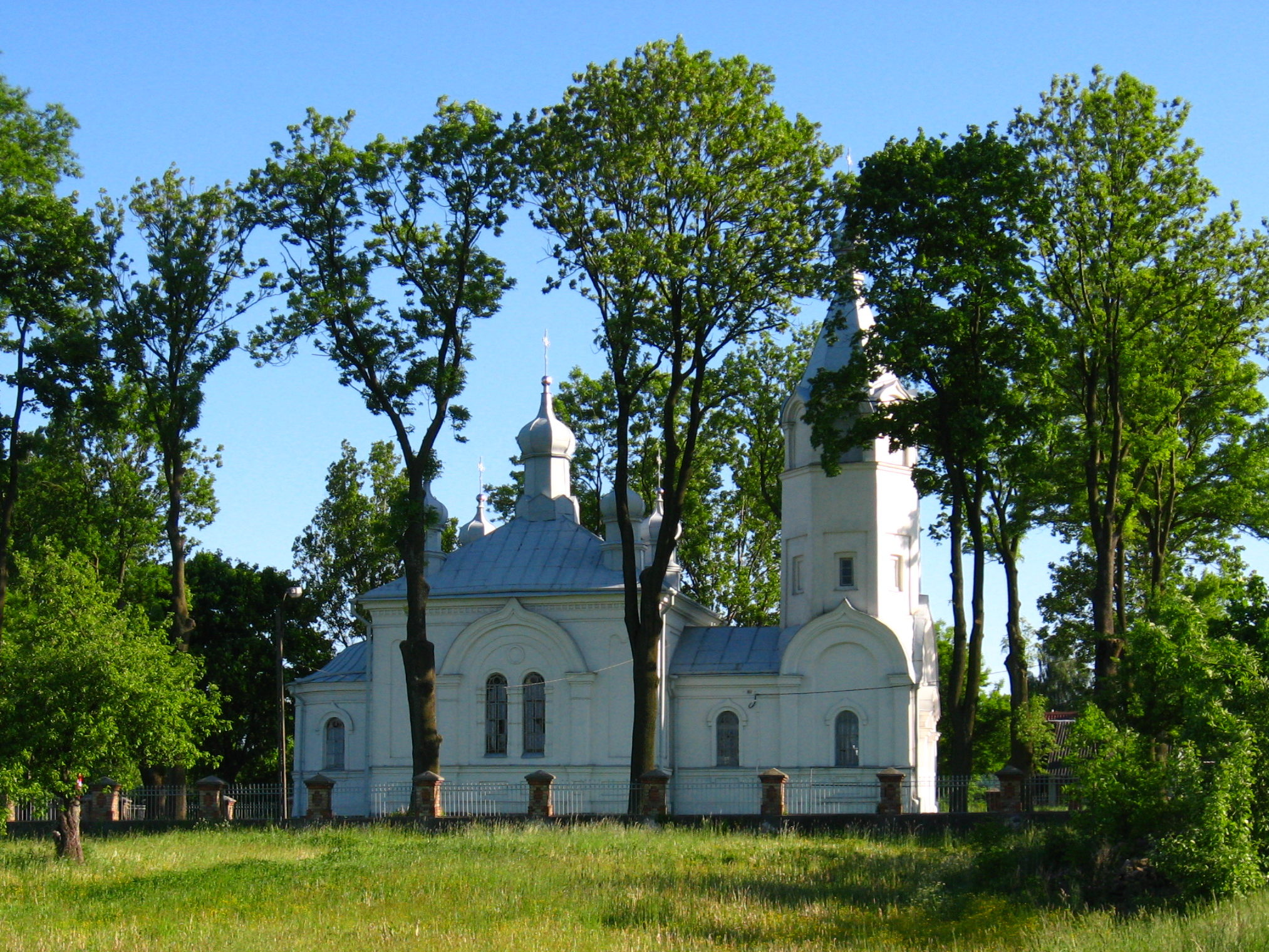
Православна церква
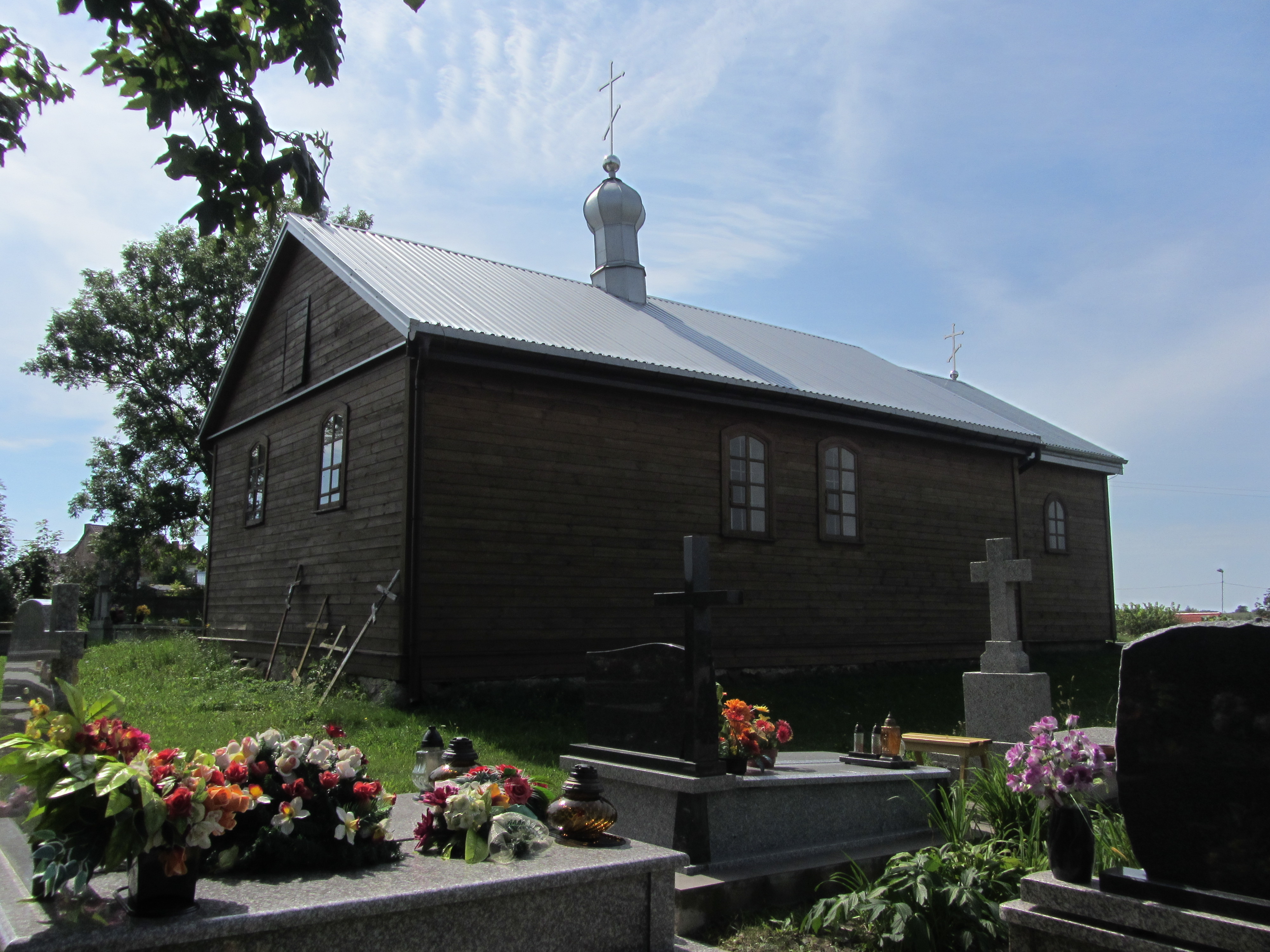
церква
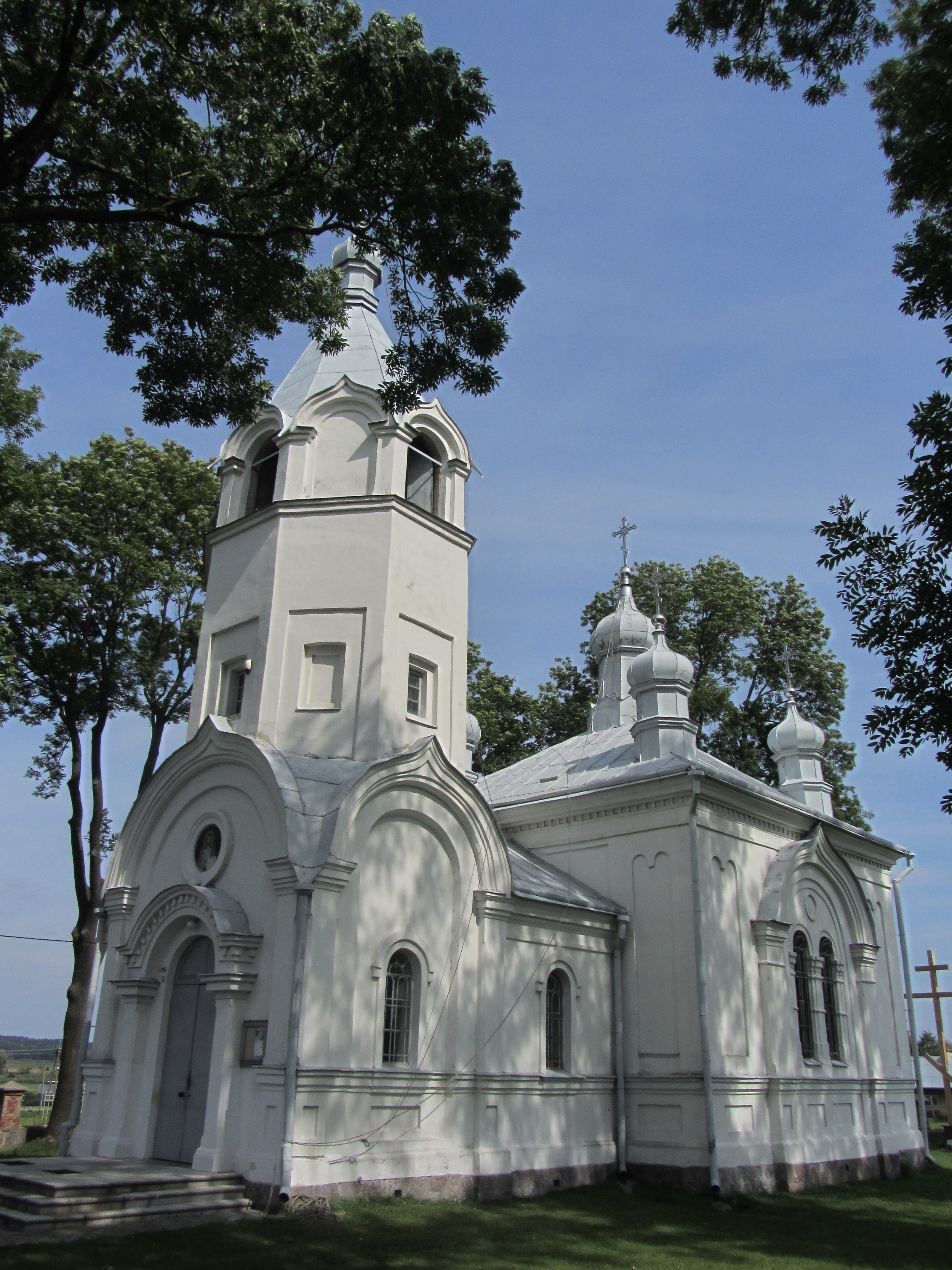
церква

## Демографія
Демографічна структура станом на 31 березня 2011 року:
|          | Загалом | Допрацездатний вік | Працездатний вік | Постпрацездатний вік |
| -------- | ------- | ------------------ | ---------------- | -------------------- |
| Чоловіки | 727     | 140                | 534              | 53                   |
| Жінки    | 822     | 158                | 522              | 142                  |
| Разом    | 1549    | 298                | 1056             | 195                  |